# جون غايل
جون غايل (بالإنجليزية: John Gayle (Alabama)) (و. 1792 – 1859 م) هو سياسي، ومحام، وقاض من الولايات المتحدة الأمريكية ولد في سمتر.
تولى منصب قائمة حكام ولاية ألاباما .وهو عضو في الحزب الديمقراطي الأمريكي، وحزب اليمين .

## التعليم
تعلم في جامعة تينيسي، وجامعة كارولاينا الجنوبية مدرسة الطب.